# Loi française du 22 avril 1905 et arrêt Heyriès
L’arrêt Heyriès est un des grands arrêts du Conseil d’État français, rattaché à la théorie des circonstances exceptionnelles.

## La loi du 22 avril 1905
La loi française du 22 avril 1905 portant fixation du budget des dépenses et des recettes de l'exercice 1905 est une loi de finances promulguée sous le gouvernement Maurice Rouvier, qui y inclut l'article 65 de portée plus générale et toujours en vigueur aujourd'hui , selon lequel : 
« Tous les fonctionnaires civils et militaires, tous les employés et ouvriers de toutes administrations publiques ont droit à la communication personnelle et confidentielle de toutes les notes, feuilles signalétiques et tous autres documents composant leur dossier, soit avant d'être l'objet d'une mesure disciplinaire ou d'un déplacement d'office, soit avant d'être retardé dans leur avancement à l'ancienneté. »
Introduit par un amendement proposé par le sénateur de la Gauche démocratique, Raphaël Milliès-Lacroix, cet article fut voté et promulgué à la suite de l'affaire des fiches ayant fait tomber le prédécesseur de Rouvier, Émile Combes. Introduisant trop de transparence selon la droite, celle-ci s'y opposait. [réf. souhaitée] Au contraire, le socialiste Marcel Sembat, à l'origine d'un amendement antérieur, considérait qu'il ne s'agissait que d'un « premier pas » : un fonctionnaire ne pouvait savoir comment il était noté tant qu'il ne faisait pas l'objet de mesure disciplinaire... En 1913, le député Alexandre Lefas note ainsi qu'« un fonctionnaire peut traîner toute sa vie une note qu'il ignore » .. L'historien Guy Thuillier a pu qualifier cet article de « garantie fondamentale de la fonction publique », bien qu'il en souligne les « difficultés d'application » du texte à l'époque (avec l'exigence de consulter sur place, à Paris, les dossiers, l'interdiction de les copier, etc.)  .

## L'arrêt Heyriès et la théorie des circonstances exceptionnelles
Le destin « négatif » de cet article, et non plus seulement en tant que garantie de la défense, lui apporta également une certaine notoriété, puisque c'est sa suspension, par le décret du 10 septembre 1914 pris par le gouvernement Viviani, a priori illégale (un décret ne peut habituellement pas suspendre une disposition législative), qui donna lieu à l'arrêt Heyriès. M. Heyriès était un dessinateur civil de 2e classe du génie militaire qui avait été révoqué le 22 octobre 1916 et qui avait attaqué cette décision devant la justice administrative, son dossier ne lui ayant pas été communiqué comme il y avait droit avec la loi du  22 avril 1905. Le Conseil d'État reconnut en effet le 28 juin 1918 a posteriori la légalité du décret de 1914 suspendant l'application de l'art. 65 de la loi du 22 avril 1905 en se fondant sur l'art. 3 de la loi constitutionnelle du 25 février 1875 et en déclarant notamment:
« Considérant que, par l'art. 3 de la loi constitutionnelle du 25 février 1875, le président de la République est placé à la tête de l'administration française et chargé de l'exécution des lois; qu'il lui incombe, dès lors, de veiller à ce qu'à toute époque, les services publics institués par les lois et règlements soient en état de fonctionner, et à ce que les difficultés résultant de la guerre n'en paralysent pas la marche; qu'il lui appartenait, à la date du 10 septembre 1914, à laquelle est intervenu le décret dont la légalité est contestée, d'apprécier que la communication, prescrite par l'art. 65 de la loi du 22 avril 1905, à tout fonctionnaire, de son dossier préalablement à toute sanction disciplinaire était, pendant la période des hostilités, de nature à empêcher dans un grand nombre de cas l'action disciplinaire de s'exercer et à entraver le fonctionnement des diverses administrations nécessaires à la vie nationale; qu'à raison des conditions dans lesquelles s'exerçaient, en fait, à cette époque, les pouvoirs publics, il avait la mission d'édicter lui-même les mesures indispensables pour l'exécution des services publics placés sous son autorité. »
L'arrêt Heyriès est intégré par la doctrine parmi les Grands arrêts du Conseil d'État. Cet arrêt est en effet à l'origine de la « théorie des circonstances exceptionnelles », d'origine prétorienne et qui constitue une « véritable doctrine des pouvoirs de crise », parallèle aux formes législatives et constitutionnelles permettant de décréter l'état d'urgence (loi du 3 avril 1955), l'état de siège (art. 36 de la Constitution de 1958) ou la reconnaissance de « pouvoirs exceptionnels » accordés au président de la République (art. 16 de la Constitution).